# Lignosphaeria
Lignosphaeria is een geslacht van schimmels uit de orde Pleosporales. De familie is nog niet eenduidig bepaald (Incertae sedis). De typesoort is Lignosphaeria thailandica.

## Soorten
Het geslacht telt drie soorten (peildatum februari 2022);
| Soortnaam                 | Auteur(s)                      | Publicatiejaar |
| ------------------------- | ------------------------------ | -------------- |
| Lignosphaeria diospyrosa  | Bhunjun, Phukhams. & K.D. Hyde | 2020           |
| Lignosphaeria fusispora   | Boonmee, Thambug. & K.D. Hyde  | 2015           |
| Lignosphaeria thailandica | Boonmee, Thambug. & K.D. Hyde  | 2015           |